# Pagurus retrorsimanus
Pagurus retrorsimanus är en kräftdjursart som beskrevs av Wicksten och McLaughlin 1998. Pagurus retrorsimanus ingår i släktet Pagurus och familjen eremitkräftor. Inga underarter finns listade i Catalogue of Life.